# ファーターラント (砲艦)
ファーターラント（ドイツ語: SMS Vaterland）は、1903年に進水したドイツ帝国海軍の河用砲艦である。中国における居留民保護のために建造された。第一次世界大戦中の1917年に中華民国によって鹵獲されて利綏（りすい）と改名、1929年の中ソ紛争では中国軍艦として実戦参加した。その後、1931年の満洲事変により、満洲国軍に編入された。

## 経歴

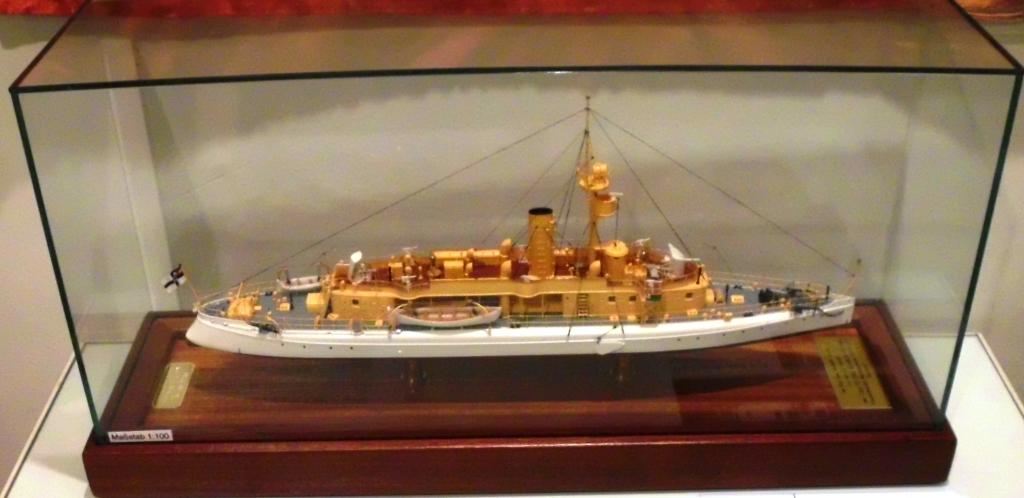
「ファーターラント」の模型

19世紀末から列強各国が長江に自国民保護を目的とする河用砲艦の配備を始める中、ドイツ帝国海軍も同国最初の河用砲艦としてツィンタウ級砲艦 2隻を建造した。「ファーターラント」はその2番艦として、1903年にシーシャウ社の造船所で進水した。完成した「ファーターラント」は、ドイツ東洋艦隊に属して長江流域の警備にあたった。
1914年に第一次世界大戦が勃発すると、「ファーターラント」を含む各国河用砲艦のほとんどが、当初は中立国だった中華民国によって武装解除された。その後、1917年8月に中華民国がドイツに対して開戦したため、「ファーターラント」は中華民国軍によって鹵獲された。
1917年（民国6年）に「ファーターラント」は「利綏」と改名し、中華民国海軍に編入された。北京政府は、ロシア内戦に対応して国境警備を強化するため、アムール川に吉林省・黒竜江省江防処（後に吉黒江防艦隊）の設置を決めると、「利綏」を砲艦「江亨」「利捷」（元ドイツ艦「オッター」）等とともにウラジオストク経由でアムール川へ回航した。中国艦隊は、小型艦ゆえの洋上行動の困難や白軍の攻撃、河川凍結、尼港事件への関与問題による足止めなどで苦労したが、1920年10月にハルビンに進出した。その後は奉天派の下で活動したが、奉天派の易幟により、国民政府下の東北海軍江防艦隊所属となった。1929年（民国18年）の中ソ紛争では、「利綏」は10月12日の三江口の戦い（同江の戦い、zh:同江之役）でソ連アムール小艦隊と交戦して被弾損傷して途中撤退し、この戦闘に参加した中国艦で唯一生き残った。
1931年9月の満洲事変で「利綏」は日本軍に鹵獲され、満洲国軍の江防艦隊（後の江上軍）に編入された。「利綏」は満洲国軍でも引き続きソ連との国境警備に従事したが、第二次世界大戦末期の1945年8月のソ連対日参戦によって満洲国軍江上軍は消滅した。その後の「利綏」の運命については、ソ連に鹵獲されたといわれるが、詳細な記録が見つかっておらず不明である。